# Chiesa di San Pietro Apostolo (Lodi Vecchio)
La chiesa di San Pietro Apostolo è la chiesa parrocchiale cattolica della città italiana di Lodi Vecchio.

## Storia

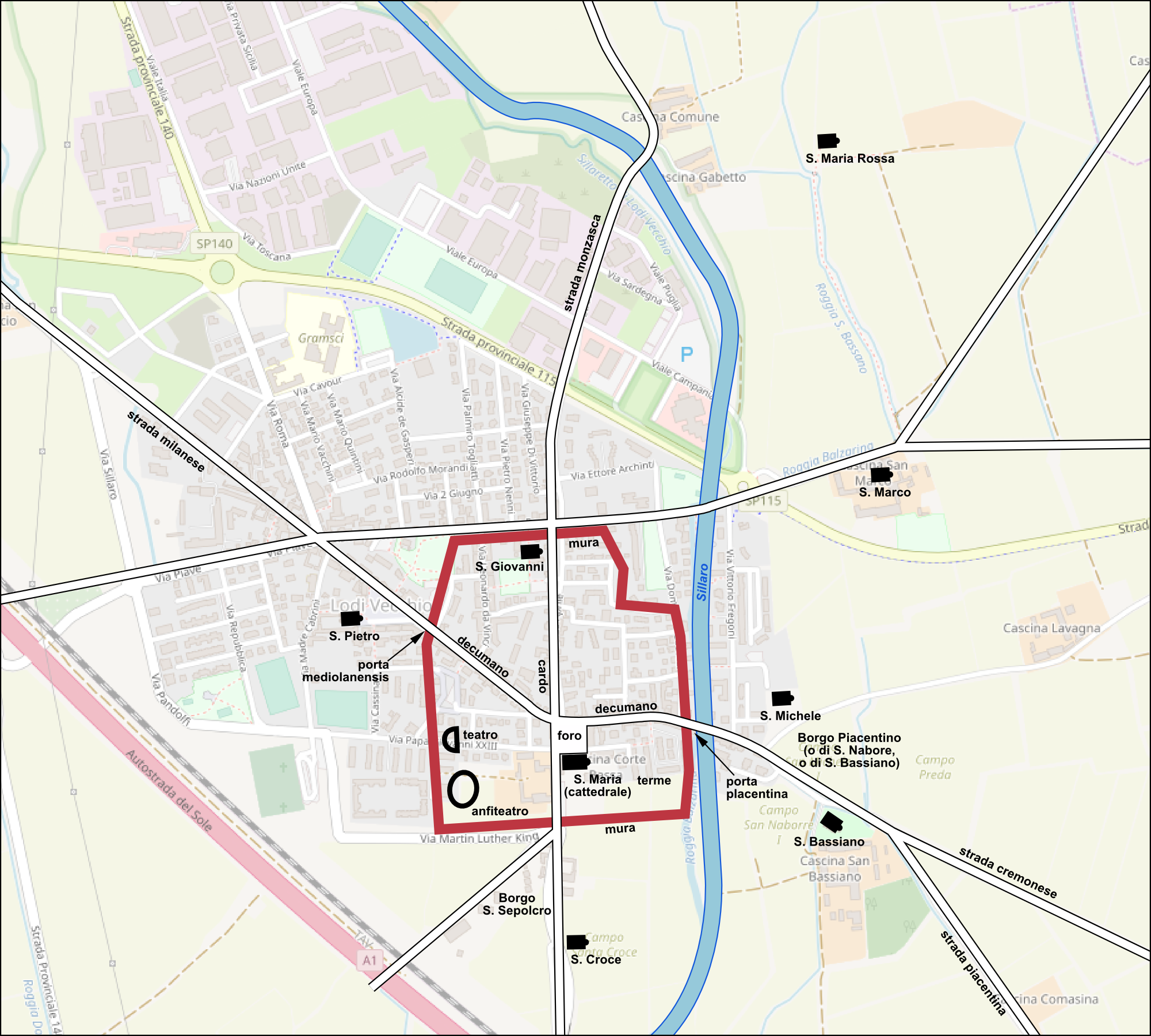
Posizione della chiesa di San Pietro nella città di Laus Pompeia

La chiesa di San Pietro, già parte di un monastero benedettino, ha origini antichissime: la prima citazione scritta risale all'832, anno in cui l'imperatore Ludovico il Pio pose il monastero sotto la giurisdizione dell'abbazia di Nonantola.
Nel 1554 la chiesa divenne parrocchiale.
Il monastero venne soppresso il 21 luglio 1773.

## Caratteristiche
La chiesa attuale, costruita nel Seicento, ha la facciata posta ad oriente, verso la piazza Vittorio Emanuele II, e l'abside ad occidente.
L'interno è a tre navate.

### Testi di approfondimento
- Roberta Moroni, I monasteri maschili benedettini di Laus Pompeia, in Archivio storico lodigiano, serie II, anno VIII, Lodi, edito dalla Società Storica Lodigiana, 1º semestre 1960,  pp. 17-35, ISSN 0004-0347 (WC · ACNP).